# مزرعة الرياح طرفاية

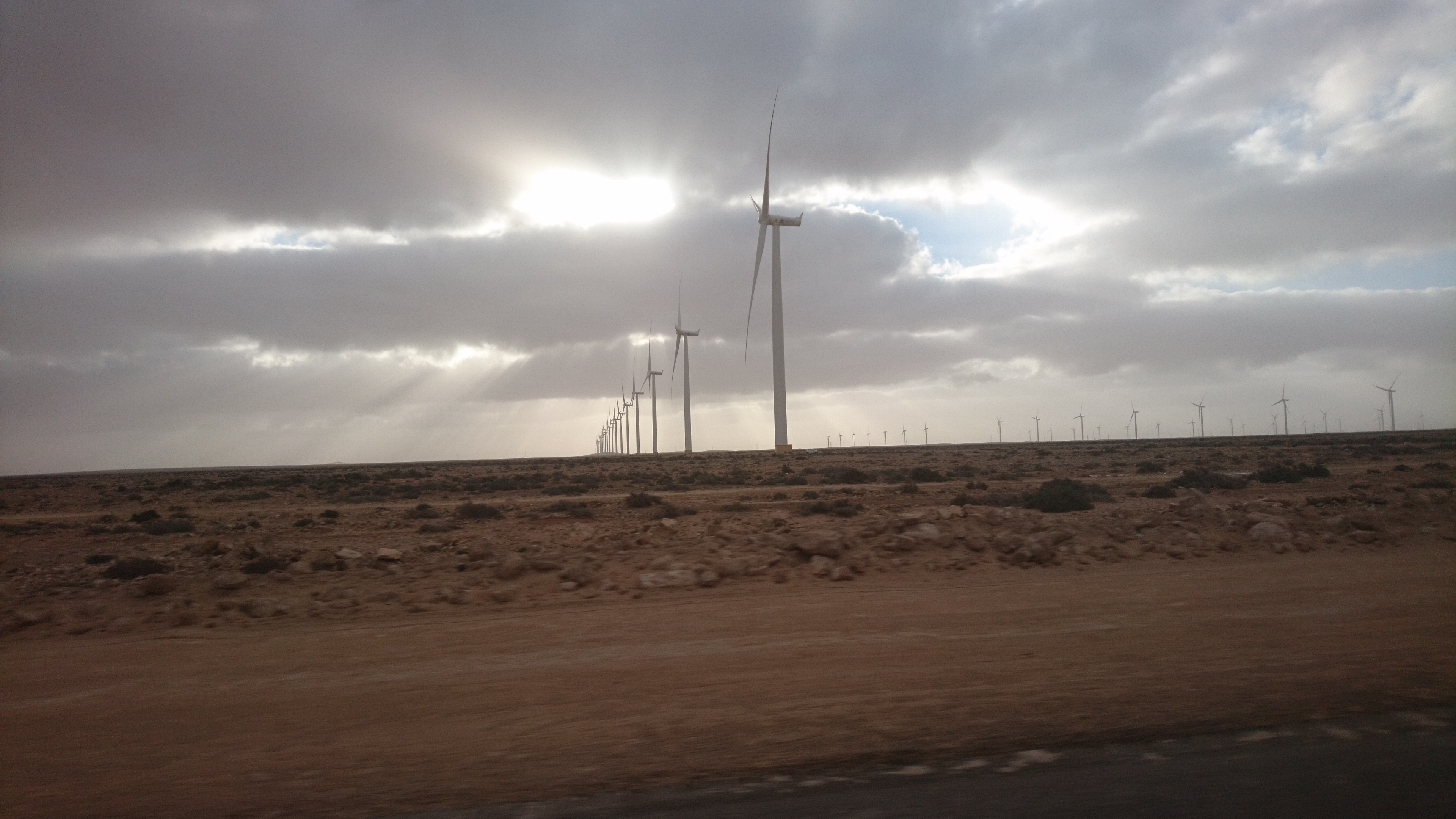
مزرعة الرياح طرفاية

مزرعة الرياح طرفاية هي مزرعة رياح تقع على بعد 20 كيلومتر من مدينة طرفاية، وهي مشروع مشترك لكل من شركة ناريفا وشركة إنجي Engie (التي كانت تُعرف باسم GDF Suez قبل أبريل 2015) وتديرها شركة طَرْفَايَة للطاقة. تعرف المنطقة التي اختيرت لتشييد المحطة هبوب رياح تتراوح سرعتها بَيْنَ 7 و9 أمتار في الثانية، وتِلْكَ سرعة نادرة في مناطق أُخرى من العالم، حيثُ تتيح استمرار توليد المحطة لمدة طويلة عَلَى مدى السنة.
بسعة إنشائية تصل إلي 301 ميجاواط، تعتبر من أكبر مزارع طاقة الرياح في أفريقيا  ، فهي تتألف من 131 توربينة هواء، يبلغ طول كل واحد منها 101 متر، وتم تصنيفها من قبل مجلة جون أفريك كواحدة من أفضل 10 مشاريع أفريقيا الأكثر تميزا في 2015  تبيع إنتاجها إلي ONEE بموجب عقد مدتة 20 سنة. ويسعى المَغْرِب الَّذِي يحتل المرتبة الأُولَى إفريقيا في إنتاج طاقة الرياح إلى إنتاج ألفي ميجاواط بحلول عام 2020. وبفضل مزرعة الرياح طَرْفَايَة نتمكَّن من تجنّب انبعاثات 900.000 طن من غازات ثاني أكسيد الكربون سنويا، والتي تعادل الكمية من ثاني أكسيد الكربون التي تمتصّها 150 مليون شجرة سنويا.